# 希格斯島
希格斯島（英語：Higgs' Island）是百慕達的島嶼，位於聖喬治島和帕吉特島之間的大西洋海域，長0.17公里、寬0.11公里，面積0.02平方公里，最高點海拔高度9米，島上無人居住。
32°23′N 64°40′W / 32.383°N 64.667°W